# Smerten (Adelsgeschlecht)

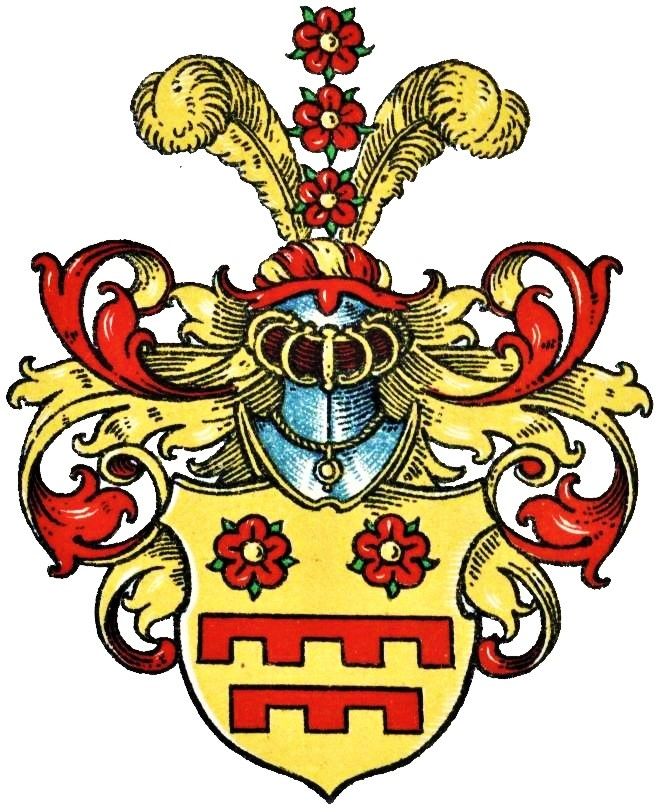
Wappen derer von Smerten

Die Smerten waren ein altes westfälisches, früher zur osnabrückischen Ritterschaft zählendes Adelsgeschlecht, dessen Sprossen als Burgmannen zu Quakenbrück und Osnabrück auftraten. Es erlosch noch vor 1577.

## Geschichte
Die Herren von Smerten (auch Smerdten, Schmerten, Smerden, o. ä.) stammten aus Schmertheim bei Cloppenburg. Die Familie orientierte sich vorwiegend ins Osnabrückische. Dort waren Wilhelm 1279–1309, Otto, Jakob und Wilhelm 1338, Otto 1422 und Bernhard 1429 Burgmänner zu Quakenbrück, wobei letzterer 1435 in einem Treffen der Osnabrücker gegen die Herforder den Johann von Klenke gefangen nahm.
1350 verkauften Jakob und Otto von Smerten einen Zehnten aus Gut Calhorn im Kirchspiel Essen. Brand von Smerten war 1474 Ratsherr in Quakenbrück.
Herbord von Smerten, ein osnabrückscher Burgmann, verheiratet mit einer geborenen von Campen (Wappen mit Schrägbalken), war 1522 Herr auf dem Rittersitz Vehr, der aber bereits 1540 durch die Erbtochter Elisabeth (Metta) an deren Gatten Johann Caspar (Jasper) von Grothus zu Mesenburg († 1560) gelangte. Mit ihr ist das Geschlecht vor 1577 erloschen, jedoch war der Vorname ihres Enkels Schmerten (vollständig: Schmerten von Grothus zu Vehr, Mesenburg und Bullemühlen († 30. März 1650), verheiratet mit Cornelia von Ledebur zu Langenbrück; dessen vor 1677 kinderlos verstorbener Sohn Conrad von Grothus war noch Burgmann zu Quakenbrück, und die Töchter heirateten in die Familien Kobrinck und Steding).
Ein mutmaßlicher Bruder des Herbord, Bernhard von Smerten (* ca. 1500 in Quakenbrück; † ca. 1563 in Tallinn) war Mitglied des Livländischen Ordens, Komtur der Ordensburg Fellin und letzter Landvogt von Jerwen. Sein Vater war (wohl der vor April 1524 verstorbene) Klaus von Smerten, Burgmann zu Quakenbrück.

## Sagenhafte Abstammung
Nach manchen Quellen stammten die Smerten von einem Sohn des Grafen Egilmar von Oldenburg, nämlich Graf Christian (wohl Mörder seines Bruders Egilmar II.), ab. Nach Vertreibung durch die Friesen ließen sich Abkömmlinge der Oldenburger Grafen u. a. bei Zwischenahn nieder, wo ein um 1200 geborener männlicher Nachfahre NN von Oldenburg eine Tochter (* um 1210) des Wilhelm (Frodewin) von Eversen geehelicht haben soll. Der Sohn aus dieser Ehe soll Wilhelm von Smerten (* um 1228) gewesen sein.

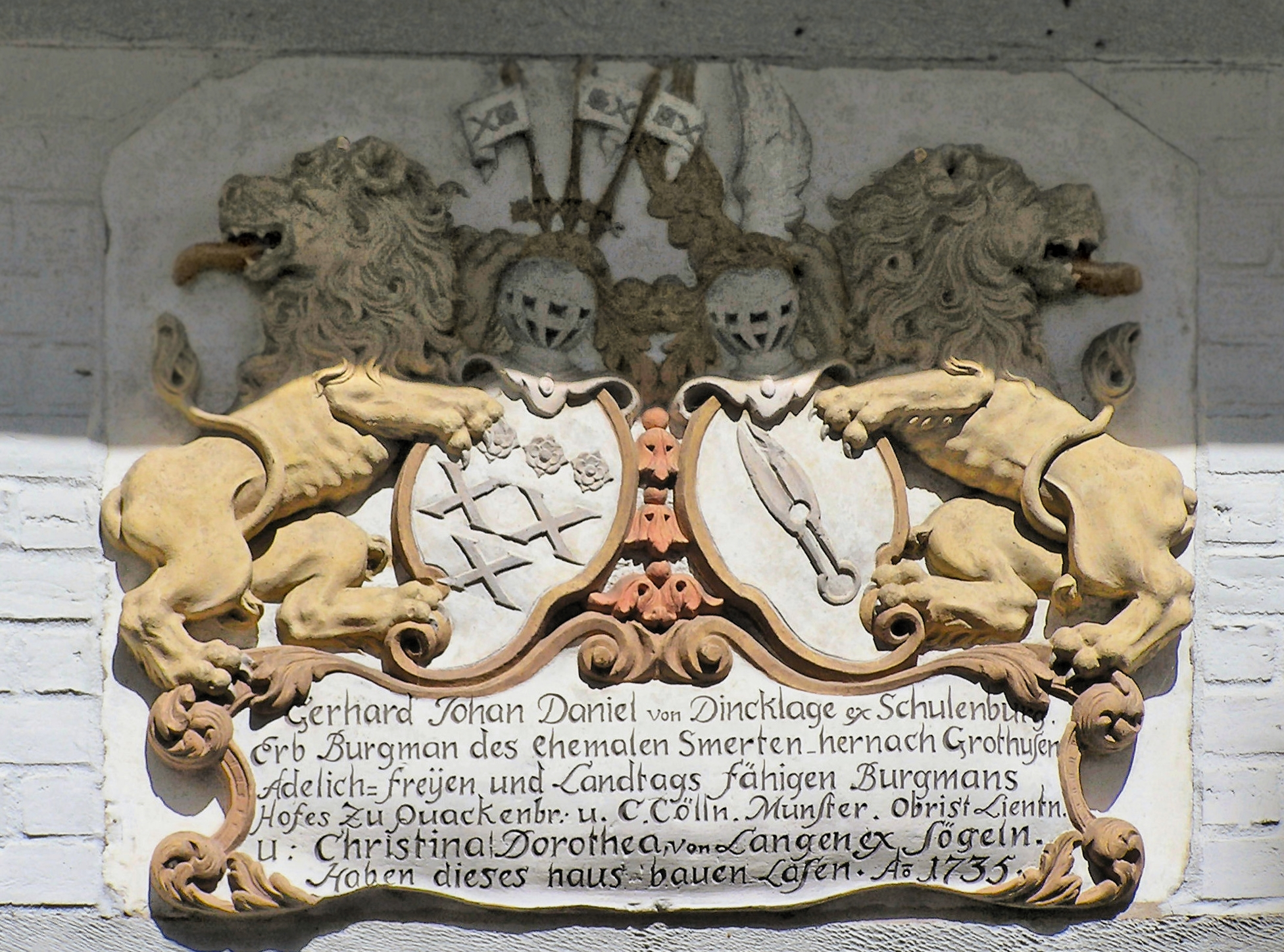
Allianzwappen Dincklage-Langen in Quakenbrück, mit Erwähnung der Smerten'schen Burgmannen

## Personen und Filiation (Auszüge)
- Wilhelm von Smerten (* um 1228), urk. 1253–1290, 1253 Ritter, 1279 Burgmann in Quakenbrück, laut ältestem Oldenburger Lehnsregister Besitzer von Haus und Mühle in Schmertheim als Lehen der Grafen von Oldenburg[3]; ⚭ NN Proyt
  - Willo von Smerten (* um 1250); erw. 1298
    - Otto von Smerten (* um 1275)
      - Otto von Smerten, (* um 1295; † nach 1350), urk. 1338–1350, 1338 Knappe, 1338 mit Söhnen Jakob u. Wilhelm Burgmannen in Quakenbrück, verkauft 1350 mit Sohn Otto den Zehnten von Gut Calhorn an die Vikarie der Hlg.-Drei-Könige in Quakenbrück; ⚭ N.N. von Pennete
        - Jakob von Smerten (* um 1315), urk. 1338 bis 1350
          - Wille von Smerten zu Vehr (* um 1335), urk. 1373 Burgmann und Richter in Quakenbrück, wohl Gründer von Gut Vehr
            - Otto von Smerten (* um 1360). Herr zu Vehr, urk. 1394–1422, 1422 Burgmann in Quakenbrück. Er verkauft, wohl aufgrund von Geldnot, als Knappe 1425 den Hof Kleine Nesselage (mitsamt der Freiheit von Leibeigenschaft) für 46 Mark an den dortigen Eigenbehörigen, 1430 ebenso den benachbarten Hof Korhaus, für 65 Mark.[4] Otto muss ein Vorfahr der oben erwähnten Personen, Herbord und Bernhard von Smerten gewesen sein.
              - Bernd (Bernhard) von Smerten, Herr zu Vehr (* um 1390), urk. 1429–1433, 1429 Burgmann in Quakenbrück
                - Brand von Smerten zu Vehr (* um 1415), urk. 1474 Ratsherr in Quakenbrück
                  - Conrad von Smerten (* ca. 1435); ⚭ N.N. Blocker
                    - Mette von Smerten (* ca. 1465); ⚭ Bernhard von Weddesche (ca. 1465–1504)

                  - (?) Claus von Smerten (* um 1455; † vor 1524); ⚭ Wredecke N.N. († nach 1536)
                    - Herbord von Smerten, 1522 Herr auf dem Rittersitz Vehr, erwähnt April 1524; ⚭ N.N. von Campen
                      - Elisabeth (Metta) von Smerten; ⚭ 1540 Johann Caspar (Jasper) von Grothus zu Mesenburg († 1560)

                    - Otto von Smerten, erwähnt April 1524
                    - Klaus von Smerten, erwähnt April 1524
                    - Bernhard von Smerten († 1563 in Tallinn), 1540 Komtur und 1551 Landvogt in Livland
                    - Mette von Smerten, erwähnt April 1524

                - N.N. von Smerten (* um 1415); ⚭ Wilke II. von Steding zu Huckelrieden (* um 1412; † ca. 1468)

            - Alexander von Smerten (* um 1362; † n. 1390), 1425 tot, um 1390 begütert in Garthe; ⚭ N.N. (urk. 1425 als „Sanders Witwe“ beim Verkauf eines Gutes in Halen an Schwiegersohn Herbort von Dincklage)

        - Wilhelm (* um 1317), urk. 1338 Burgmann in Quakenbrück
        - Tochter N.N. (* um 1320), verheiratet mit N.N. von Dunsen

      - Bernhard von Smerten, Priester, (* um 1297; † nach 1343), urk. 1338–1343, 1356 tot, 1383 Dekan von St. Alexander in Wildeshausen.
      - Heinrich von Smerten, geboren um 1300

    - Andreas von Smerten (* um 1277; † nach 1329), urk. 1295–1329, 1329 Knappe und Burgmann zu Cloppenburg.
    - Hermann von Smerten (* um 1280; † nach 1295), urk. erw. 1295

## Wappen
Blasonierung: in Gold oben zwei (drei) rote Rosen (Räder) nebeneinander und unter denselben zwei rote Turnierkragen von vier und drei Lätzen übereinander. Auf dem Helm mit rot/goldener Decke zwei (drei) rote Rosen übereinander zwischen zwei goldenen Straußenfedern. Das Wappen findet sich auch auf einem Altarbild zu Sutthausen.